# Crepidiastrum
 Crepidiastrum  Nakai, 1920 è un genere di piante angiosperme dicotiledoni della famiglia delle Asteraceae.

## Etimologia
Il nome scientifico del genere è stato definito per la prima volta dal botanico Takenoshin Nakai (1882-1952) nella pubblicazione " Botanical Magazine. [Shokubutsu-gaku zasshi]. Tokyo" ( Bot. Mag. (Tokyo) 34: 147) del 1920.

## Descrizione

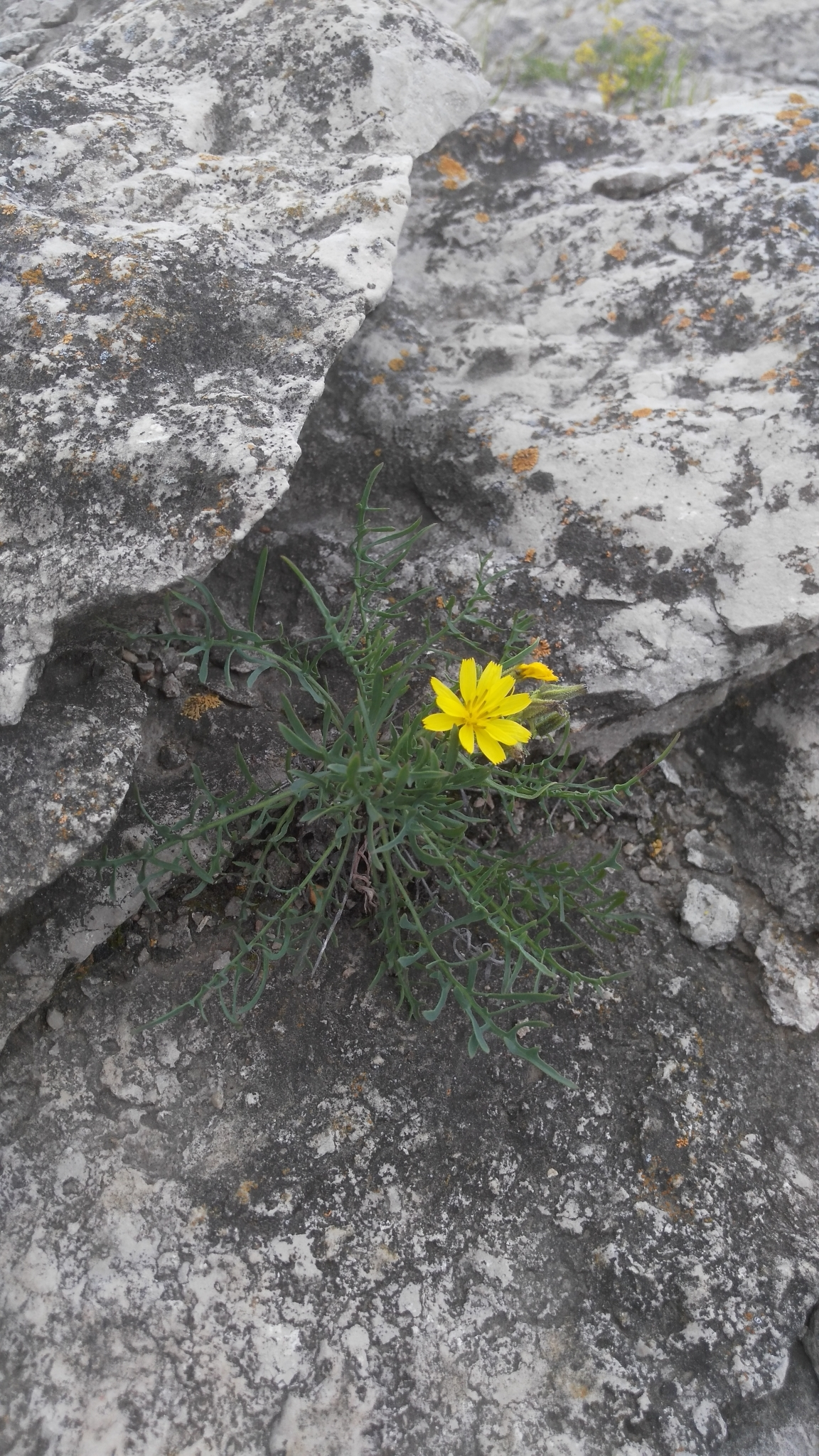
Il portamento
Crepidiastrum tenuifolium

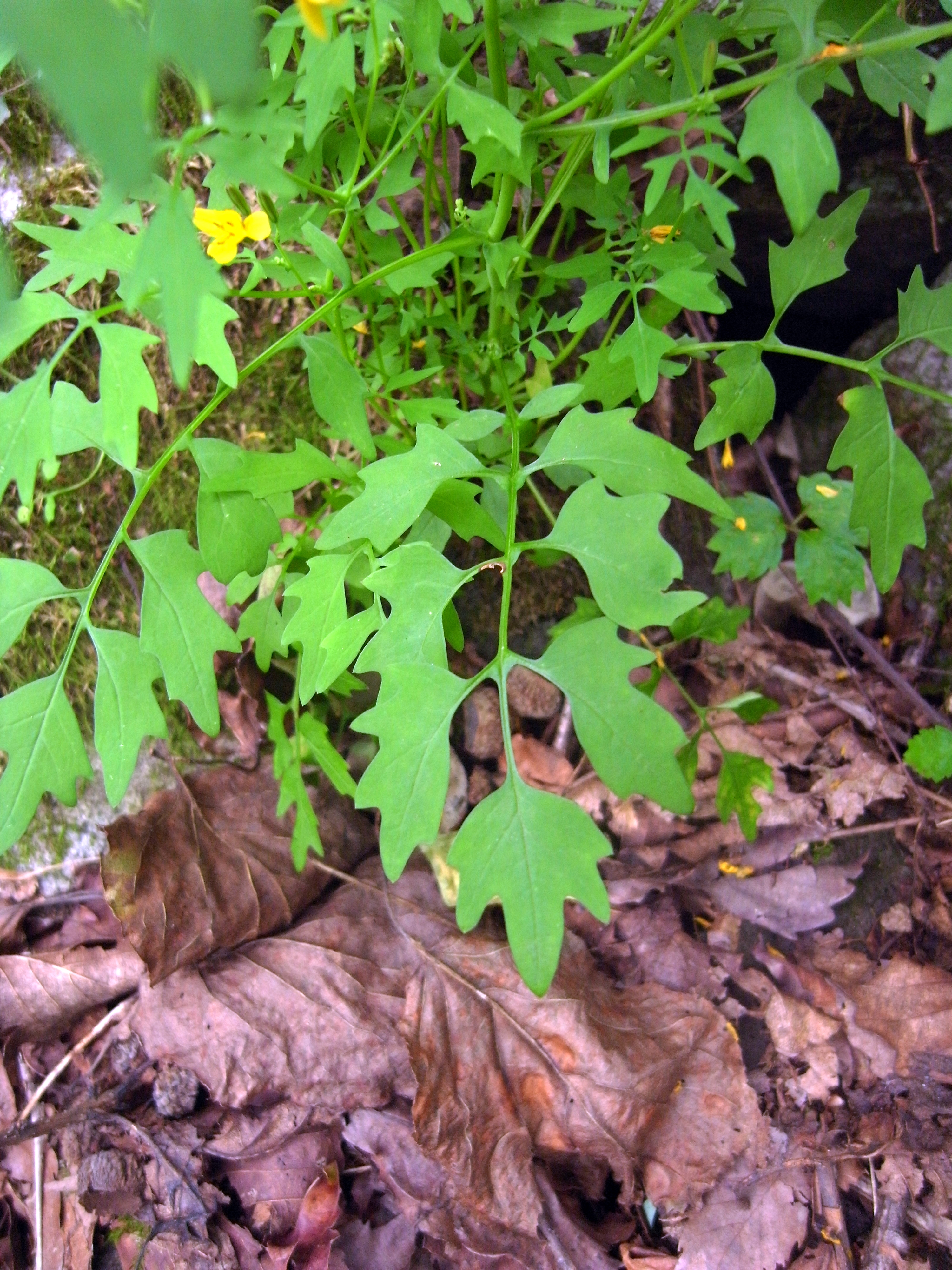
Le foglie
Crepidiastrum chelidoniifolium

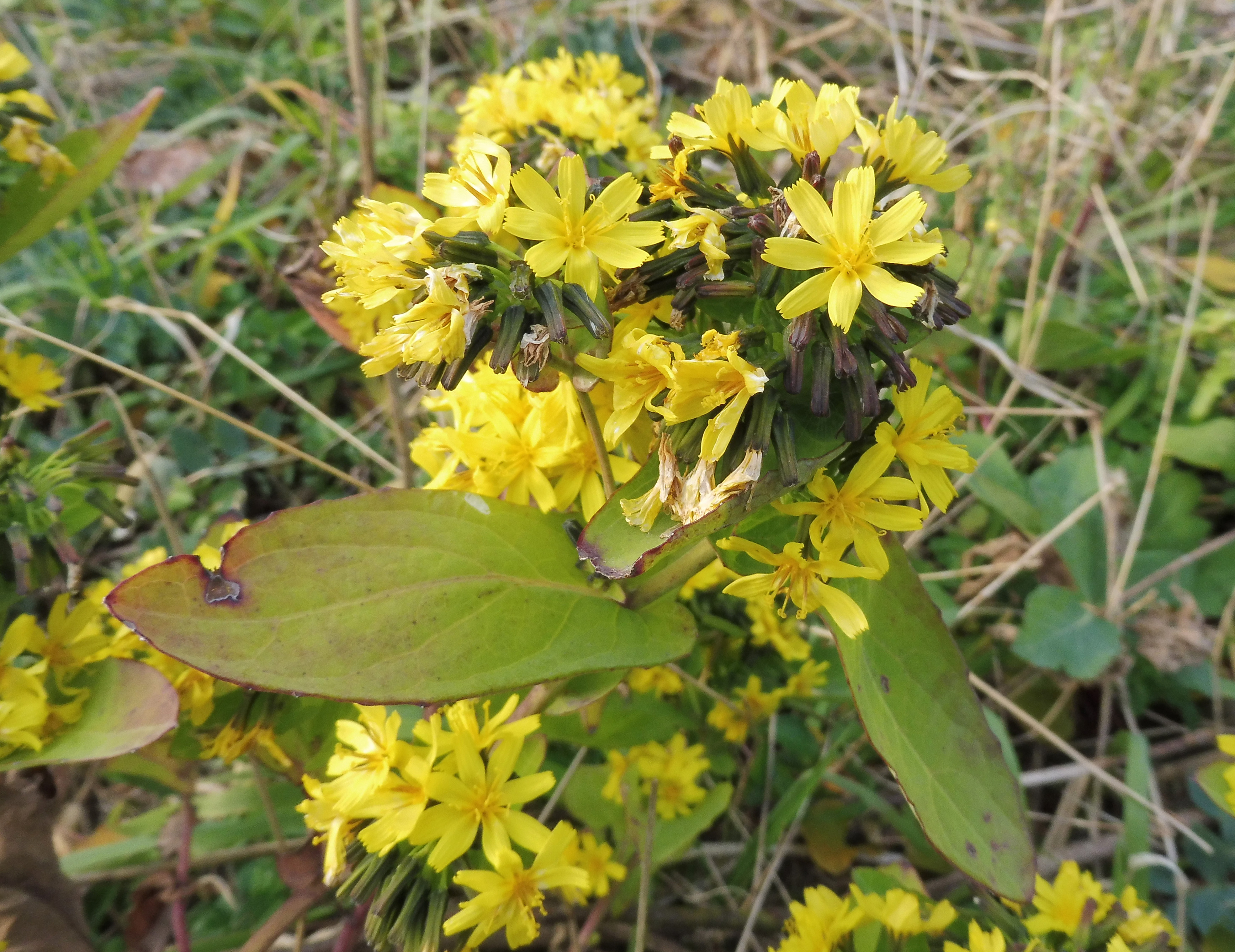
Infiorescenza
Crepidiastrum platyphyllum

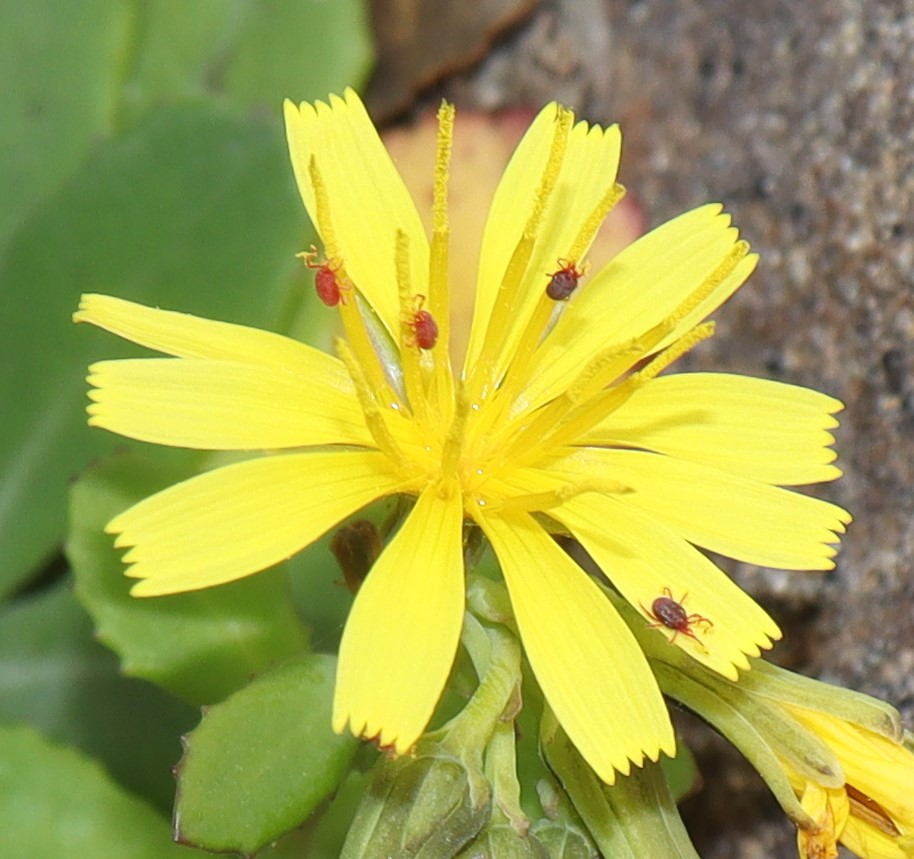
I fiori
Crepidiastrum keiskeanum

Habitus. Le specie di questo gruppo sono piante annuali, bienni e perenni non molto alte con abbondante latice amaro. Occasionalmente possono avere un habitus di tipo arbustivo, rosulato o a tappeto.
Fusto. Gli scapi fiorali sono cavi e afilli; possono originare direttamente dal rizoma. I fusti in genere sono ramificati e frondosi. Le radici in genere sono di tipo fittonante.
Foglie. Le foglie formano delle rosette radicali con lamine intere o dentate oppure roncinato-pennatofide. Le foglie lungo il caule sono disposte in modo alterno e spesso sono abbraccianti il caule stesso. La lamina può essere dentata, indivisa o pennato-lobata. In alcune specie le foglie sono avvinghiate allo stelo.
Infiorescenza. L'infiorescenza è composta da uno o più capolini terminali. I capolini, solamente di tipo ligulifloro, sono formati da un involucro composto da diverse brattee (o squame) all'interno delle quali un ricettacolo fa da base ai fiori ligulati. L'involucro ha una forma da campanulata a oblunga ed è formato da due serie di brattee; in alcuni casi alla base è legnoso. Solitamente le due serie di brattee non sono uguali: la serie interna è eretta, mentre quella esterna è patente. Raramente le brattee sono connate alla base; in genere hanno dei margini scariosi con forme lineari-lanceolate. Il ricettacolo è piano e nudo (senza pagliette a protezione della base dei fiori).
Fiori. I fiori (da 5 a 20 per capolino), tutti ligulati, sono tetra-ciclici (ossia sono presenti 4 verticilli: calice – corolla – androceo – gineceo) e pentameri (ogni verticillo ha in genere 5 elementi). I fiori sono ermafroditi, fertili e zigomorfi.
- Formula fiorale:

*/x K {\displaystyle \infty }, [C (5), A (5)], G 2 (infero), achenio
- Calice: i sepali del calice sono ridotti ad una coroncina di squame.
- Corolla: le corolle sono formate da una ligula terminante con 5 denti; il colore varia da giallo a bianco; la superficie può essere sia pubescente che glabra.
- Androceo: gli stami sono 5 con filamenti liberi e distinti, mentre le antere sono saldate in un manicotto (o tubo) circondante lo stilo.[11] Le antere alla base sono prive di codette. Il polline è tricolporato.[12]
- Gineceo: lo stilo è filiforme. Gli stigmi dello stilo sono due divergenti e ricurvi con la superficie stigmatica posizionata internamente (vicino alla base).[13] L'ovario è infero uniloculare formato da 2 carpelli.

Frutti. I frutti sono degli acheni con pappo. Gli acheni sono fusiformi, talvolta piatti (leggermente compressi) e ottusi, con 5 nervature principali alternate a 1 - 2 nervature secondarie; terminano con becco ben visibile. Il pappo è setoloso (setole scabre/barbate) di colore bianco-bruno e deciduo.

## Biologia
- Impollinazione: l'impollinazione avviene tramite insetti (impollinazione entomogama tramite farfalle diurne e notturne).
- Riproduzione: la fecondazione avviene fondamentalmente tramite l'impollinazione dei fiori (vedi sopra).
- Dispersione: i semi (gli acheni) cadendo a terra sono successivamente dispersi soprattutto da insetti tipo formiche (disseminazione mirmecoria). In questo tipo di piante avviene anche un altro tipo di dispersione: zoocoria. Infatti gli uncini delle brattee dell'involucro si agganciano ai peli degli animali di passaggio disperdendo così anche su lunghe distanze i semi della pianta.

## Distribuzione e habitat
Le specie di questo genere si trovano nell'Asia orientale con continuità da nord a sud.

## Tassonomia
La famiglia di appartenenza di questa voce (Asteraceae o Compositae, nomen conservandum) probabilmente originaria del Sud America, è la più numerosa del mondo vegetale, comprende oltre 23.000 specie distribuite su 1.535 generi, oppure 22.750 specie e 1.530 generi secondo altre fonti (una delle checklist più aggiornata elenca fino a 1.679 generi). La famiglia attualmente (2021) è divisa in 16 sottofamiglie.

### Filogenesi
Il genere di questa voce appartiene alla sottotribù Crepidinae della tribù Cichorieae (unica tribù della sottofamiglia Cichorioideae). In base ai dati filogenetici la sottofamiglia Cichorioideae è il terz'ultimo gruppo che si è separato dal nucleo delle Asteraceae (gli ultimi due sono Corymbioideae e Asteroideae). La sottotribù Crepidinae fa parte del "quarto" clade della tribù; in questo clade è in posizione "centrale" vicina alle sottotribù Chondrillinae e Hypochaeridinae.
I caratteri più distintivi per questa sottotribù (e quindi per i suoi generi) sono:
- in queste piante non sono presenti i peli piccoli, morbidi e ramificati;
- le brattee involucrali sono disposte in due serie ineguali;
- i capolini contengono molti fiori;
- le setole del pappo non sono fragili;
- gli acheni alla base sono poco compressi.

La sottotribù è divisa in due gruppi principali uno a predominanza asiatica e l'altro di origine mediterranea/euroasiatica. Da un punto di vista filogenetico, all'interno della sottotribù, sono stati individuati 5 subcladi. Il genere di questa voce appartiene al subclade denominato "Crepidiastrum-Lapsanastrum-Youngia  clade". Questo subclade, nell'ambito della sottotribù, occupa una posizione più o meno "basale" con il gruppo "Crepis-Lapsana-Rhagadiolus clade" (probabilmente insieme formano un "gruppo fratello"). Crepidiastrum, secondo le ultime analisi filogenetiche molecolari, comprende gli ex generi Paraixeris  Nakai e Crepidifolium Sennikov. Youngia costituisce il "gruppo fratello" di Crepidiastrum, mentre Lapsanastrum è profondamente nidificato all'interno di Youngia (risultando quest'ultimo genere parafiletico). [La precedente configurazione filogenetica è basata sull'analisi di alcune particolari regioni (nrITS) del DNA; analisi su altre regioni (DNA del plastidio) possono dare dei risultati lievemente diversi.]
I caratteri distintivi per le specie di questo genere sono:
- il portamento delle piante è eretto;
- il becco degli acheni è ben visibile;
- il numero cromosomico è 2n = 10.

Il numero cromosomico di base delle specie è: 2n = 10 (le specie sono diploidi, triploidi e tetraploidi).

### Elenco delle specie
Questo genere ha 18 specie:
- Crepidiastrum akagii (Kitag.) J.W.Zhang & N.Kilian
- Crepidiastrum ameristophyllum  Nakai
- Crepidiastrum chelidoniifolium  (Makino) Pak & Kawano
- Crepidiastrum daitoense  Tawada
- Crepidiastrum denticulatum  (Houtt.) Pak & Kawano
- Crepidiastrum diversifolium  (Ledeb. ex Spreng.) J.W.Zhang & N.Kilian
- Crepidiastrum grandicollum  Nakai
- Crepidiastrum hallaisanense  (H.Lév.) Pak
- Crepidiastrum keiskeanum  Nakai
- Crepidiastrum lanceolatum  Nakai
- Crepidiastrum linguifolium  (A.Gray) Nakai
- Crepidiastrum × muratagenii  H.Ohashi & K.Ohashi
- Crepidiastrum × nakaii  H.Ohashi & K.Ohashi
- Crepidiastrum platyphyllum  (Makino) Kitam.
- Crepidiastrum × semiauriculatum  N.Yamam. & H.Ikeda
- Crepidiastrum serawschanicum  (B.Fedtsch.) Sennikov
- Crepidiastrum sonchifolium  (Maxim.) Pak & Kawano
- Crepidiastrum surugense  (Hisauti) Yonek.
- Crepidiastrum taiwanianum  Nakai
- Crepidiastrum tenuifolium  (Willd.) Sennikov
- Crepidiastrum yoshinoi  (Makino) Pak & Kawano

### Sinonimi
Sono elencati alcuni sinonimi per questa entità:
- Crepidiastrixeris Kitam.
- Crepidifolium  Sennikov
- Geblera  Kitag.
- Paraixeris  Nakai